# (23524) 1993 BF3
1993 بي أف 3 (ويعرف أيضًا باسم (23524) 1993 بي أف 3 وفق تسمية الكوكب الصغير) (بالإنجليزية: 1993 BF3)‏ هو كويكب ضمن حزام الكويكبات؛ وترتيبه 23524 من حيث الاكتشاف.
اكتُشف هذا الجُرم الفلكي بواسطة Kin Endate ‏ في 23 يناير 1993.

## وصلات خارجية
- (23524) 1993 BF3 في قاعدة بيانات مختبر الدفع النفاث لأجرام النظام الشمسي الصغيرة

- الاكتشاف · مخطط المدار ·  العناصر المدارية · المعلمات المادية

- (23524) 1993 BF3 على موقع ويكي سكاي: DSS2, SDSS, GALEX, IRAS, Hydrogen α, X-Ray, Astrophoto, Sky Map, Articles and images